# Reed Baker-Whiting
Reed Baker-Whiting (Seattle, Washington, Estados Unidos; 31 de marzo de 2005) es un futbolista estadounidense. Juega de centrocampista y su equipo actual es el Seattle Sounders FC de la Major League Soccer.

## Trayectoria
Formado en las inferiores del Seattle Sounders FC, Baker-Whiting fue promovido al segundo equipo de la USL, el Tacoma Defiance, en julio de 2020.
En mayo de 2021, fue integrado el primer equipo de la Major League Soccer. Debutó en la MLS el 17 de mayo de 2021 en la victoria por 2-0 ante Los Angeles FC. Sus actuaciones a temprana edad llamaron la atención de clubes europeos, quienes siguen los pasos del jugador.

## Selección nacional
Baker-Whiting es internacional juvenil por Estados Unidos.

## Estadísticas
Actualizado al último partido disputado el 3 de octubre de 2022
| Club                               | Div.          | Temporada     | Liga  | Liga  | Copas nacionales(1) | Copas nacionales(1) | Copas internacionales(2) | Copas internacionales(2) | Total | Total |
| Club                               | Div.          | Temporada     | Part. | Goles | Part.               | Goles               | Part.                    | Goles                    | Part. | Goles |
| ---------------------------------- | ------------- | ------------- | ----- | ----- | ------------------- | ------------------- | ------------------------ | ------------------------ | ----- | ----- |
| Tacoma Defiance Estados Unidos     | 2ª            | 2020          | 7     | 0     | —                   | —                   | —                        | —                        | 7     | 0     |
| Tacoma Defiance Estados Unidos     | 2ª            | 2021          | 16    | 0     | —                   | —                   | —                        | —                        | 16    | 0     |
| Tacoma Defiance Estados Unidos     | 3ª            | 2022          | 16    | 1     | —                   | —                   | —                        | —                        | 16    | 1     |
| Tacoma Defiance Estados Unidos     | Total club    | Total club    | 39    | 1     | 0                   | 0                   | 0                        | 0                        | 39    | 1     |
| Seattle Sounders FC Estados Unidos | 1.ª           | 2021          | 4     | 0     | —                   | —                   | 0                        | 0                        | 4     | 0     |
| Seattle Sounders FC Estados Unidos | 1.ª           | 2022          | 2     | 0     | 0                   | 0                   | 0                        | 0                        | 2     | 0     |
| Seattle Sounders FC Estados Unidos | Total club    | Total club    | 6     | 0     | 0                   | 0                   | 0                        | 0                        | 6     | 0     |
| Total carrera                      | Total carrera | Total carrera | 45    | 1     | 0                   | 0                   | 0                        | 0                        | 45    | 1     |